# Troilit
Troilit, auch als Eisenkies oder Meteorkies bekannt, ist ein relativ seltenes, weil fast ausschließlich in Meteoriten vorkommendes Mineral aus der Mineralklasse der „Sulfide und Sulfosalze“. Er kristallisiert im hexagonalen Kristallsystem mit der chemischen Zusammensetzung FeS und damit chemisch gesehen Eisen(II)-sulfid.
Troilit entwickelt in Eisenmeteoriten mikrokristalline, körnige bis derbe Aggregate von graubrauner oder bronzegelber bis bronzebrauner Farbe und einem metallischen Glanz auf den Oberflächen. Unter der Einwirkung von feuchter Luft läuft das Mineral schnell dunkel an und wird trübe.

## Etymologie und Geschichte
Troilit wurde schon sehr früh als auffallendes, hellglänzendes Mineral in Meteoriten entdeckt und als Eisenkies oder auch Meteorkies bezeichnet. Benannt wurde er schließlich von Wilhelm von Haidinger nach dem italienischen Jesuiten Dominico Troili (1722–1792), der als Physiker in Modena wirkte und das gelbglänzende Mineral als einer der Ersten beschrieb. Er fand es in dem Olivin-Hypersthen-Chondriten Albareto, der am 6. Juli 1766 nahe der gleichnamigen Stadt in der italienischen Provinz Modena gefallen war.

## Klassifikation
Bereits in der veralteten 8. Auflage der Mineralsystematik nach Strunz gehörte der Troilit zur Mineralklasse der „Sulfide und Sulfosalze“ und dort zur Abteilung der „Sulfide mit dem Stoffmengenverhältnis M : S = 1 : 1“ (NiAs-Typus und Verwandte), wo er zusammen mit Achávalit, Breithauptit, Freboldit, Imgreit, Jaipurit, Kotulskit, Langisit, Nickelin, Pyrrhotin, Sederholmit und Smythit die „NiAs-Reihe“ mit der Systemnummer II/B.09a bildete.
In der zuletzt 2018 überarbeiteten Lapis-Systematik nach Stefan Weiß, die formal auf der alten Systematik von Karl Hugo Strunz in der 8. Auflage basiert, erhielt das Mineral die System- und Mineralnummer II/C.19-010. Dies entspricht ebenfalls der Abteilung „Sulfide mit Metall : S,Se,Te ≈ 1 : 1“, wo Troilit zusammen mit Achávalit, Heideit, Jaipurit, Modderit, Pyrrhotin, Smythit und Westerveldit eine unbenannte Gruppe mit der Systemnummer II/C.19 bildet.
Auch die von der International Mineralogical Association (IMA) zuletzt 2009 aktualisierte 9. Auflage der Strunz’schen Mineralsystematik ordnet den Troilit in die Abteilung der „Metallsulfide, M : S = 1 : 1 (und ähnliche)“ ein. Diese ist allerdings weiter unterteilt nach den in der Verbindung vorherrschenden Metallen, so dass das Mineral entsprechend seiner Zusammensetzung in der Unterabteilung „mit Nickel (Ni), Eisen (Fe), Cobalt (Co) usw.“ zu finden ist, wo es nur noch zusammen mit Pyrrhotin und Smythit die „Pyrrhotingruppe“ mit der Systemnummer 2.CC.10 bildet.
In der vorwiegend im englischen Sprachraum gebräuchlichen Systematik der Minerale nach Dana hat MineralName die System- und Mineralnummer 02.08.09.01. Dies entspricht ebenfalls der Klasse der „Sulfide und Sulfosalze“ und dort in die Abteilung der „Sulfidminerale“. Hier ist er als einziges Mitglied in einer unbenannten Gruppe mit der Systemnummer 02.08.09 innerhalb der Unterabteilung „Sulfide – einschließlich Seleniden und Telluriden – mit der Zusammensetzung AmBnXp, mit (m+n) : p = 1 : 1“ zu finden.

## Chemismus
Die idealisierte chemische Zusammensetzung von Troilit (FeS) besteht aus 63,53 Gew.-% Eisen (Fe) und 36,47 Gew.-% Schwefel (S).
Im Unterschied zum irdischen Pyrrhotin ergibt die chemische Analyse beim Troilit stets das Atomverhältnis 50 % Eisen (Fe) und 50 % Schwefel (S), wobei geringe Mengen an Kobalt und Nickel dem Eisen zugeschlagen werden. Beim Pyrrhotin zeigt sich immer ein Unterschuss von Eisen in der Formel bis Fe5S6 (durchschnittlich Fe11S12). Die Ursache dafür ist, dass sich beim meteoritischen Troilit Eisen und Schwefel stets im stöchiometrischen Gleichgewicht befinden, beim irdischen Pyrrhotin dagegen nicht.

## Kristallstruktur
Troilit kristallisiert hexagonal in der Raumgruppe P62c (Raumgruppen-Nr. 190) mit den Gitterparametern a = 5,962 Å und c = 11,750 Å sowie zwölf Formeleinheiten pro Elementarzelle.

## Eigenschaften
Reiner Troilit ist paramagnetisch.
Troilit ist wie die anderen Minerale der Pyrrhotingruppe allgemein schwer in Säuren oder Laugen löslich. So ist die Reaktion auf Salpetersäure (HNO3) sehr schwach und auf Königswasser eher gering. Von Salzsäure (HCl) lässt er sich nur lösen, wenn sie erhitzt wurde oder in Dampfform vorliegt. Durch die Einwirkung von Kaliumhydroxid (KOH) laufen die Oberflächen schillernd an.

## Modifikationen und Varietäten
Troilit ist die Hochtemperaturmodifikation des Eisensulfids und erst oberhalb von etwa 300 °C stabil.

## Bildung und Fundorte
Troilit kommt als Nebengemengteil in fast allen Meteoritenarten vor und tritt dort meistens in Paragenese mit Taenit und Kamacit auf. Chondrite, die häufigste Meteoritenklasse, enthalten rund 5 % Troilit in Form kleiner (bis etwa 1 mm) unregelmäßiger Körner. In Eisenmeteoriten kommt Troilit in cm-großen Einschlüssen vor, oft zusammen mit Graphit. Auch Achondrite enthalten Troilit als kleine Körner.
Gefunden wurde das Mineral unter anderem in folgenden Meteoriten bzw. deren Einschlagkratern:
- HOW 88403 (Ataxit Meteorit), LAP 02205 (Mondmeteorit), ALH 77283 und ALH 84008 (Allan-Hills-Eisfeld, Viktorialand) in der Antarktis
- Campo del Cielo, Pampa del Infierno und El Sampal in Argentinien
- Erevan in Armenien
- Henbury, Tenham, Little Minnie Creek und North Haig in Australien
- Quijingue und Ibitira in Brasilien
- Neuschwanstein und Ramsdorf in Deutschland
- Cilimus und Tambakwatu in Indonesien
- Albareto, Barbianello, Fermo, Lago Valscura und Malenco in Italien
- Benton und Saint-Robert in Kanada
- Ras Tanura in Saudi-Arabien
- Witwatersrand in Südafrika
- Tataouine in Tunesien
- Bukhara in Usbekistan.

Der Vulkan Nyiragongo nahe Goma in der Demokratischen Republik Kongo ist einer der wenigen, rein irdischen Fundorte für Troilit.
Als der Komet C/2006 P1 (McNaught) im Januar 2007 sehr dicht an der Sonne vorbeiflog, konnte durch die Raumsonden STEREO erstmals ein gekrümmter Schweif beobachtet werden, der wahrscheinlich aus neutralen Eisenatomen bestand. Als Quelle dafür wurde ein bei den hohen Temperaturen in Sonnennähe aus dem Kometenkern verdampfendes eisenhaltiges Mineral wie Troilit angenommen.